# Distretto di Rimavská Sobota
Il distretto di Rimavská Sobota (okres Rimavská Sobota) è uno dei 79 distretti della Slovacchia, situato nella regione di Banská Bystrica, nella parte centrale del Paese.

## Storia
Fino al 1918, il distretto costituiva gran parte della contea ungherese di Gemer a Malohont, eccetto Konrádovce nel sud-ovest che era parte della contea di Nógrád.
Il distretto è stato istituito nel 1923 e dal 1996 esiste nei suoi confini attuali.

## Geografia antropica
Il distretto è composto da 3 città e 104 comuni:

### Città
- Hnúšťa
- Rimavská Sobota
- Tisovec

### Comuni
- Abovce
- Babinec
- Barca
- Bátka
- Belín
- Blhovce
- Bottovo
- Budikovany
- Cakov
- Chanava
- Chrámec
- Čerenčany
- Čierny Potok
- Číž
- Dolné Zahorany
- Dražice
- Drienčany
- Drňa
- Dubno
- Dubovec
- Dulovo
- Figa
- Gemerček
- Gemerské Dechtáre
- Gemerské Michalovce
- Gemerský Jablonec
- Gortva
- Hajnáčka
- Hodejov
- Hodejovec
- Horné Zahorany
- Hostice
- Hostišovce
- Hrachovo
- Hrušovo

- Hubovo
- Husiná
- Ivanice
- Janice
- Jesenské
- Jestice
- Kaloša
- Kesovce
- Klenovec
- Kociha
- Konrádovce
- Kráľ
- Kraskovo
- Krokava
- Kružno
- Kyjatice
- Lehota nad Rimavicou
- Lenartovce
- Lenka
- Lipovec
- Lukovištia
- Martinová
- Neporadza
- Nižný Skálnik
- Nová Bašta
- Orávka
- Ožďany
- Padarovce
- Pavlovce
- Petrovce
- Poproč
- Potok
- Radnovce
- Rakytník
- Ratkovská Lehota

- Ratkovská Suchá
- Riečka
- Rimavská Baňa
- Rimavská Seč
- Rimavské Brezovo
- Rimavské Janovce
- Rimavské Zalužany
- Rovné
- Rumince
- Slizké
- Stará Bašta
- Stránska
- Studená
- Sútor
- Šimonovce
- Širkovce
- Španie Pole
- Štrkovec
- Tachty
- Teplý Vrch
- Tomášovce
- Uzovská Panica
- Valice
- Včelince
- Večelkov
- Veľké Teriakovce
- Veľký Blh
- Vieska nad Blhom
- Vlkyňa
- Vyšné Valice
- Vyšný Skálnik
- Zacharovce
- Zádor
- Žíp